# Leverkusen
Leverkusen – miasto na prawach powiatu w zachodnich Niemczech, w kraju związkowym Nadrenia Północna-Westfalia, w rejencji Kolonia, nad Renem, niedaleko Kolonii. Liczy 165 748 mieszkańców (2022).
Z tego miasta wywodzi się przedsiębiorstwo chemiczno-farmaceutyczne Bayer AG oraz klub piłkarski – Bayer 04 Leverkusen.
Stacje kolejowe w mieście: Leverkusen Mitte, Opladen, Leverkusen-Küppersteg, Leverkusen-Rheindorf, Leverkusen-Schlebusch, Leverkusen Waldsiedlung.

## Dzielnice
Miasto podzielone jest na trzy dystrykty (Stadtbezirk), które dzielą się na trzynaście dzielnic (Ortsteil): Manfort, Schlebusch, Alkenrath, Opladen, Quettingen, Rheindorf, Buerrig, Kueppersteg, Waldsiedlung, Steinbuechel, Fixheide, Wiesdorf, Hitdorf.

## Współpraca
Miejscowości partnerskie:
| - Bracknell Forest, Wielka Brytania - Chinandega, Nikaragua - Lublana, Słowenia - Oulu, Finlandia - Olecko, Polska | - Turowo, Polska - Racibórz, Polska - Schwedt/Oder, Brandenburgia - Villeneuve-d’Ascq, Francja - Wuxi, Chiny |